# Куляєв Костянтин Романович
Костянтин Романович Куляєв  (1904, Київ — 1981, Київ) — радянський український кінооператор. Нагороджений медалями.
Народився 15 вересня 1904 р. в родині робітника тютюнової фабрики.
Закінчив операторський факультет Київського кіноінституту (1927), навчався на теакінофакультеті Київського художнього інституту (1927—1930).
Працював помічником оператора у фільмах: «Два дні», «Сумка дипкур'єра» (1927), «Одинадцятий» (1928, реж. Дзиґа Вертов), «Симфонія Донбасу» (1930), «Сорочинський ярмарок» (1938, у співавт. з В. Радченком) та ін.
Зняв ряд науково-популярних стрічок: «Коксування вугілля» (1927), «Комсомол» (1928), «Техніка безпеки у вугільній промисловості» (1929), «Четверта зміна», «Плюс електрифікація» (1939), «Сонце — джерело життя» (1939), «Вирощування телят» (1941) тощо.
З 1952 р. — ведучий оператор Київської студії телебачення, де брав участь більше, ніж у 7000 телепередачах.
Зняв стрічки: «Щасливчик» (1956), «Побачення» (у співавт.), «Пропаща справа» (1957), «З ім'ям Леніна», «Шуми, Марицо!» (1958) та ін.
Був членом Спілки кінематографістів України.
Помер 22 липня 1981 р. в Києві.